# NGC 298
NGC 298 là một thiên hà xoắn ốc trong chòm sao Kình Ngư. Nó được phát hiện vào ngày 27 tháng 9 năm 1864 bởi Albert Marth.